# 马季娜·泰马佐娃
马季娜·泰马佐娃（俄语：Мадина Таймазова，1999年6月30日—），俄羅斯柔道運動員，她代表俄羅斯奧林匹克委員會隊參加了日本舉行的2020年夏季奧林匹克運動會，並且在女子70公斤級比賽上獲得銅牌。